# Gesellschaft zur Erforschung der Demokratie-Geschichte

Die Gesellschaft zur Erforschung der Demokratiegeschichte e.V. führt ihr Logo seit 2021.

Die Gesellschaft zur Erforschung der Demokratie-Geschichte (GEDG) wurde im Januar 2021 von Wissenschaftlern aus einer engen Kooperation in der Arbeitsgemeinschaft Orte der Demokratiegeschichte gegründet. Träger ist ein Verein mit Sitz in Weimar und Mainz. Schirmherr war Bernhard Vogel. Inhaltlich tätig ist die Institution in Bereichen der demokratischen Frühgeschichte, der Weimarer Republik, dem demokratischen Widerstand in beiden deutschen Diktaturen des 20. Jahrhunderts, dem demokratischen Neubeginn in der SBZ und den Transformationsprozessen vor und nach der Friedlichen Revolution 1989. Die GEDG gilt damit als ein Kompetenzzentrum für Demokratiegeschichte mit bundesweiter Bedeutung. Die GEDG ist Mitglied in der AG Orte der Demokratiegeschichte.

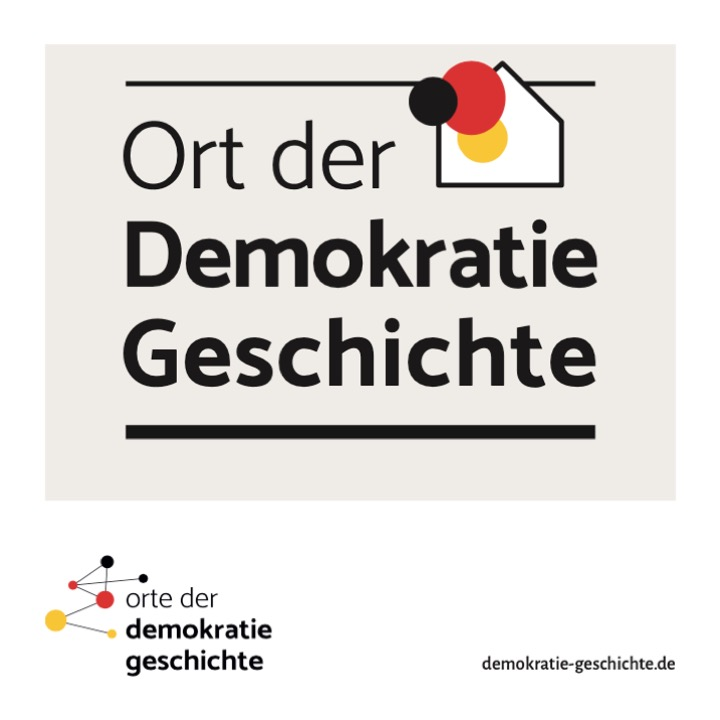
Die Plakette „Ort der Demokratie-Geschichte“ wird deutschlandweit verliehen. Seit November 2022 hängt sie auch im Deutschen Bundestag.

## Ziele
Das Ziel der GEDG ist die Förderung der Erforschung der Demokratiegeschichte. Darüber hinaus setzt sie sich dafür ein, die daraus gewonnenen Erkenntnisse für die Gestaltung einer lebendigen Erinnerungskultur nutzbar zu machen. Die GEDG führt Forschungs- und Vermittlungsprojekte durch, veröffentlicht Publikationen, organisiert Vorträge, Konferenzen und öffentliche Veranstaltungen.

## Projekte und Aktionen
Die Projekte der GEDG werden gefördert von der Beauftragten der Bundesregierung für Kultur und Medien und der Thüringer Staatskanzlei. Unter anderem betreut sie die Deutschlandkarte der Demokratie, in dessen Rahmen die Plakette „Ort der Demokratie-Geschichte“ verliehen wird.
Im Jahr 2021 initiierte die GEDG erstmalig das Weimarer Forum für Erinnerungskultur (WFE). Seither begegnen sich hierbei am Abend des symbolträchtigen 9. November Zeitzeugen und Experten auf dem Podium im Deutschen Nationaltheater, um mit dem Publikum über die Herausforderungen der Gestaltung einer demokratischen Erinnerungskultur zu diskutieren. Flankiert wird das Forum jeweils am 10. November durch ein Kolloquium im Kongresszentrum Weimarhalle, bei dem bis zu 50 Vertreter bundesdeutscher Institutionen, die sich in jeglicher Weise mit Geschichte und Vermittlung in Erziehung/Kunst/Kultur etc. auseinandersetzen, darüber diskutieren, welche Aspekte der deutschen Geschichte in der heutigen Zeit wie erinnert werden sollen, um die daraus zu ziehenden Lehren für die demokratische Gestaltung der Gegenwart nutzbar zu machen.
Die GEDG erregt mit verschiedenen Aktionen immer wieder Aufmerksamkeit im öffentlichen Raum. So ließ sie etwa im November 2021 das Thälmann-Denkmal auf dem Weimarer Buchenwaldplatz verhüllen. Ziel der Intervention unter dem Titel „Nichts ist so unsichtbar wie ein Denkmal [für Ernst Thälmann]“ war, die Plastik von Walter Arnold ins erinnerungskulturelle Bewusstsein zurückzuholen und damit eine Debatte über den Umgang mit Monumenten anzustoßen, die aus ihrer Zeit gefallen sind.

## Publikationen
Die GEDG gibt drei Publikationsreihen heraus: die Wissensreihe „Demokratie-Geschichte“ bei der Weimarer Verlagsgesellschaft im Verlagshaus Römerweg, die Schriftenreihe „Beiträge zur Geschichte der Demokratie und Erinnerungskultur“ im Verlag Wallstein – sowie das jährlich erscheinende „Prospect. Bulletin der Gesellschaft zur Erforschung der Demokratie-Geschichte“.